# Prime (bevanda)
Prime è una bevanda sport drink creata e commercializzata da Prime Hydration, LLC e promossa e fondata da Logan Paul e KSI.
Prime Hydration produce una varietà di bevande energetiche, bevande sportive e miscele di bevande contenenti vari livelli di caffeina, elettroliti e micronutrienti aggiunti. Le bevande Prime Energy hanno generato polemiche a causa della loro campagna di marketing.

## Produzione
Prime Hydration, LLC è affiliata a Congo Brands, di proprietà congiunta degli imprenditori americani Max Clemons e Trey Steiger. Nel Regno Unito, dove il prodotto è stato lanciato nel giugno 2022, è stato originariamente spedito dagli Stati Uniti e ora è prodotto da Refresco.

## In Italia
La bevanda Prime è stata distribuita in Italia a partire dal 2023, un anno dopo il lancio negli Stati Uniti.

## Ingredienti
Acqua frizzante, concentrato di acqua di cocco, acidificante (acido citrico), aroma, calcio, potassio, citrato di sodio, caffeina, edulcoranti (sucralosio, acesulfame K), teanina (Camellia sinensis), conservanti (sorbato di potassio, benzoato di sodio), Inositolo, taurina, glucuronolattone, Stabilizzanti, Vitamina B6, Vitamina B12.

## Nella cultura di massa
Nel 2023 è stato realizzato un episodio speciale di South Park in cui parodizzava l'utilizzo della bevanda soprattutto da parte dei bambini, nello special la bevanda viene chiamata Cred.